# Исход итальянцев из Истрии и Далмации
Истрийско-далматинский исход (итал. esodo giuliano dalmata; словен. istrsko-dalmatinski eksodus; хорв. istarsko-dalmatinski egzodus) — массовое переселение этнических итальянцев из Истрии и Далмации во время и после Второй мировой войны. Основным толчком к переселению стало убийство итальянского гражданского населения, получившее известность как резня в фойбах, совершённое партизанами Тито.

## История
Исход итальянцев из Истрии и Далмации стал результатом поражения Италии во Второй мировой войне.
Исторически население восточного побережья Адриатики было этнически смешанным со времён средневековья: там проживали итальянские, словенские, хорватские, истрорумынские и другие общины, хотя итальянцы всегда составляли большинство в Истрии и некоторых частях Далмации.
Истрия с Фиуме и некоторые регионы Далмации (в том числе Зара) перешли в состав Италии в результате раздела Австро-Венгрии после Первой мировой войны по желанию итальянских ирредентистов. Итальянские фашистские власти стремились итализировать местное население. В годы Второй мировой войны итальянский генерал Марио Роатта проводил репрессии против местного славянского населения.
В конце Второй мировой войны бывшие итальянские территории Истрия и Далмация вошли в состав Югославии по Парижскому мирному договору (1947 г.), за исключением муниципалитетов Муджа и Сан-Дорлиго-делла-Валле. Последней территорией, перешедшей в руки югославов Тито, была Пула на юге Истрии: в феврале 1947 года почти 30 000 из 33 000 её жителей (почти все итальянцы) покинули город и присоединились к исходу, что спровоцировало террористический акт Марии Паскинелли (убившей британского генерала Де Винтона, главу союзных войск в Пуле).
По оценкам итальянских источников, около 350 000 итальянцев (вместе с несколькими тысячами словенцев и антикоммунистически настроенных хорватов) были вынуждены покинуть эти районы в результате конфликта. Многих терроризировали военизированные формирования Тито, которые периодически проводили расстрелы десятков семей во множестве посёлков Истрии и вдоль побережья. Ранее, во время войны, партизаны требовали от союзников неизбирательных бомбардировок итальянского гражданского населения, как, например, в Заре (ныне Задар).
После исхода в Далмации осталось несколько сотен итальянцев, и ещё несколько тысяч — в Истрии (особенно в истрийских районах Свободной территории Триест).
В настоящее время, по данным переписи 2001 года в нескольких муниципалитетах Хорватии и Словении, в Истрии всё ещё проживает определённое количество итальянцев, например, 51 % населения в Гризиньяне / Грожняне, 37 % в Вертенельо / Бртонигла и 39,6 % в Буе.